# Теорема Піто

a + c = b + d

PA = PB (схема для доведення теореми)

Теоре́ма Піто́ — теорема планіметрії, носить ім'я французького інженера Анрі Піто (фр. Henry Pitot, 1695–1771), який опублікував її у 1725 році.

## Теорема
Теорема формулюється наступним чином:
| Сума двох протилежних сторін описаного навколо кола чотирикутника дорівнює сумі двох інших сторін: {\displaystyle a+c=b+d\!\,.} |

Зворотне формулювання було запропоноване Якобом Штейнером у 1846 році:
| Якщо сума двох протилежних сторін чотирикутника дорівнює сумі двох інших сторін, то у чотирикутник можна вписати коло |

Ця властивість випливає з того, що два прямі відрізки прямих, що перетинаються між собою і є дотичними до кола, між точкою перетину і точкою дотику мають однакову довжину PA = PB (див. рисунок).